# Platja de Cazonera
La Platja de Cazonera es troba en el concejo asturià de Muros i pertany a la localitat de El Monte. El grau d'urbanització i d'ocupació són baixos i el seu entorn és rural.

## Descripció
Aquesta platja pertany a la Costa Central asturiana i presenta protecció com ZEPA i com a LIC.
Per poder accedir a aquesta platja cal localitzar prèviament els nuclis poblacionals més propers que són «El Monte» i «San Esteban». Aquesta platja està situada, al costat de la seva veïna per l'est, la platja de L'Atalaya en una gran ancorada i que solament uns illots coneguts com «El Paso» les separen. Com en algunes altres platges d'aquesta zona occidental, existeixen restes dels artefactes que s'utilitzaven per portar el «ocle» a terra. En aquest cas és una corriola de dimensions mitjanes. Hi ha un lloc per observar tota la platja sense córrer els perills del descens que és el mirador de l'«Esperit Sant» que està al costat de l'ermita del mateix nom.
Les úniques activitats que poden considerar-se recomanables però amb certes objeccions ja citades són la pesca submarina i l'esportiva o recreativa a canya. Els dies amb mar agitada es dipositen a la platja gran quantitat de trossos de fusta, troncs, algues, etc. La platja no té cap servei.